# Eyke Hüllermeier

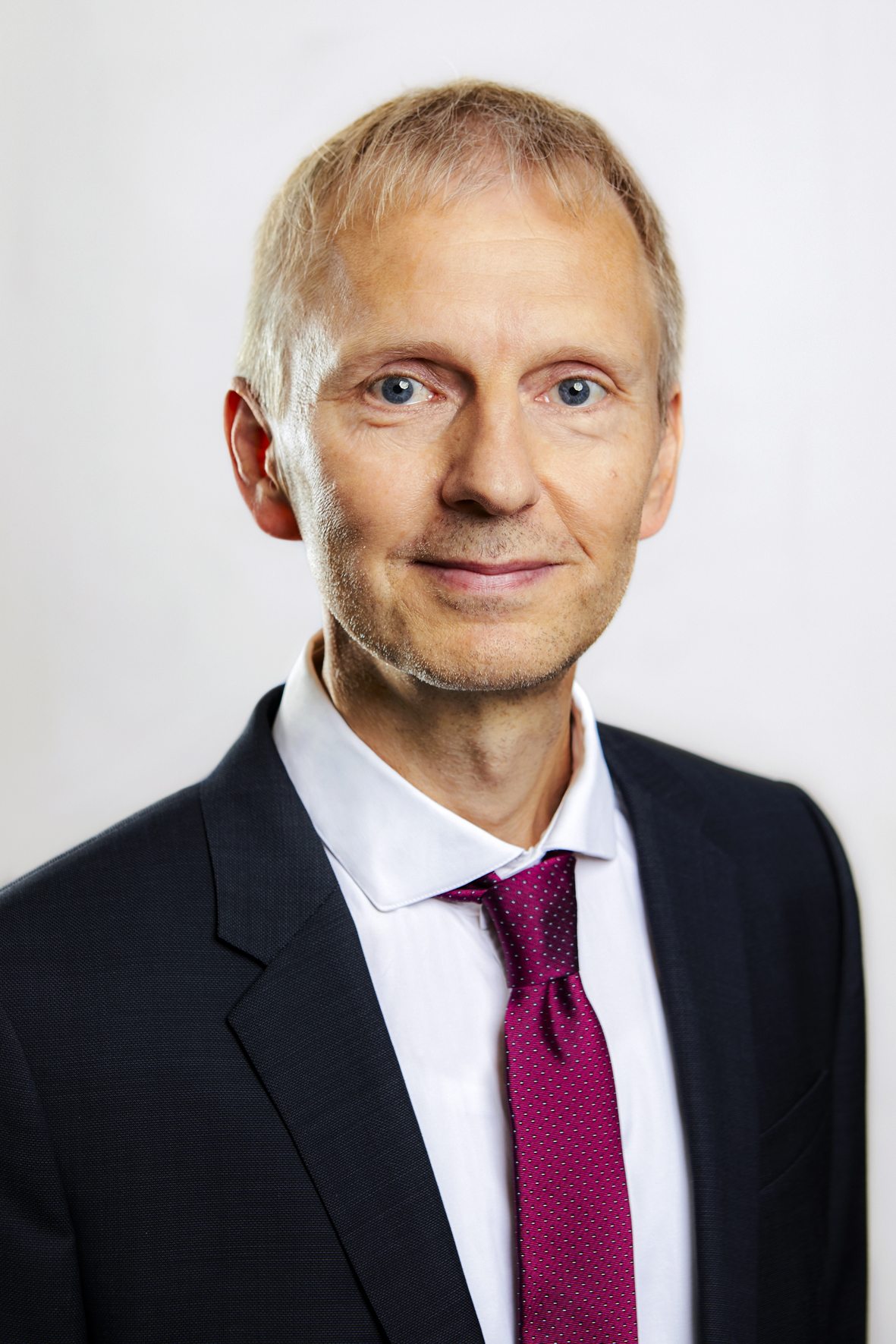
Eyke Hüllermeier

Eyke Hüllermeier (* 11. Februar 1969 in Lübbecke) ist ein deutscher Informatiker und Inhaber des Lehrstuhls für Künstliche Intelligenz und Maschinelles Lernen an der Ludwig-Maximilians-Universität (LMU) München.

## Werdegang
Eyke Hüllermeier studierte Mathematik und Wirtschaftsinformatik an der Universität Paderborn, wo er 1997 am damaligen Fachbereich Mathematik und Informatik mit Auszeichnung promovierte; für seine Dissertation zum Thema „Reasoning about Systems based on Incomplete and Uncertain Models“ wurde ihm der Förderpreis der Universitätsgesellschaft Paderborn verliehen.
Im Anschluss an einen zweijährigen Forschungsaufenthalt als Marie-Curie-Stipendiat am Institut de Recherche en Informatique de Toulouse (IRIT) in Frankreich (1998–2000) habilitierte er sich im Jahr 2002 im Fach Informatik. Vor seinem Wechsel an die LMU im Jahr 2021 hatte er Professuren an den Universitäten Marburg (2002–2004), Dortmund (2004), Magdeburg (2005–2006), Marburg (2007–2014) und Paderborn (2014–2021) inne. Nach dem Wintersemester 2020 wechselte er an die Ludwig-Maximilians-Universität München.

## Forschungsschwerpunkte
Die Schwerpunkte in der Forschungsarbeit von Hüllermeier bilden theoretische, methodische und algorithmische Fragestellungen im Bereich des Maschinellen Lernens, insbesondere zu:
- Erweiterungen und Verallgemeinerungen des überwachten Lernens,
- Präferenzlernen und Ranking,
- Online-Lernen und Lernen auf Datenströmen,
- Unsicherheit im Maschinellen Lernen.

## Weitere Funktionen
Hüllermeier ist Präsident der European Association for Data Science (EuADS). Er ist zudem Editor-in-Chief der Zeitschrift Data Mining and Knowledge Discovery. Außerdem ist er Mitherausgeber weiterer Fachzeitschriften, darunter Machine Learning, IEEE Computational Intelligence Magazine und International Journal of Approximative Reasoning.